# (468408) 2016 GH174
(468408) 2016 GH174 es un asteroide perteneciente al cinturón de asteroides, descubierto el 7 de enero de 2006 por el equipo Spacewatch desde el Observatorio Nacional de Kitt Peak (Arizona, Estados Unidos).